# مصنع الطائرات الأرجنتيني
31°26′35.6″S 64°16′20.9″W / 31.443222°S 64.272472°W
مصنع الطائرات الأرجنتيني (Fábrica Argentina de Aviones SA) (المعروف اختصارًا باسم "FAdeA" ، ورسميًا باسم Fábrica Argentina de Aviones "Brigadier San Martín" SA )، هو المُصنِّع الرئيسي للطائرات في الأرجنتين . تأسس في 10 أكتوبر 1927، ويقع في قرطبة ، وظل يُعرف باسم " مصنع الطائرات الحربية " ( FMA ) طوال معظم فترة وجوده حتى خصخصته في تسعينيات القرن الماضي لشركة لوكهيد مارتن . في عام 2009، انتهى الامتياز، وأصبحت الشركة الآن مملوكة بالكامل للحكومة الأرجنتينية .

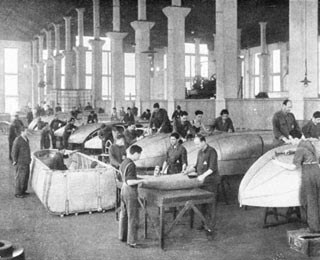
منظر لورشة عمل المصنع في ثلاثينيات القرن العشرين

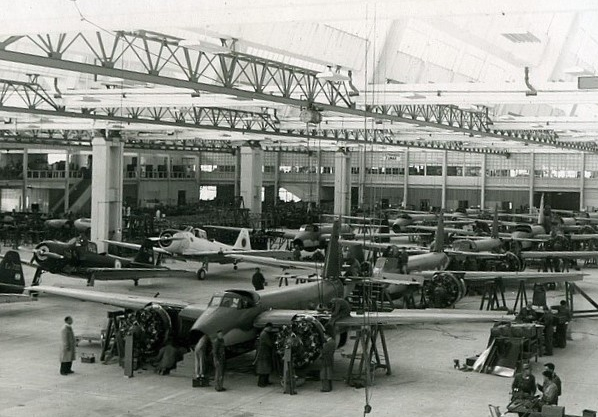
منظر أواخر أربعينيات القرن العشرين لخط إنتاج FMA/IAe "Hangar 90": I.Ae.22 DL (الخلف) وI.Ae.24 Calquín (الأمام)

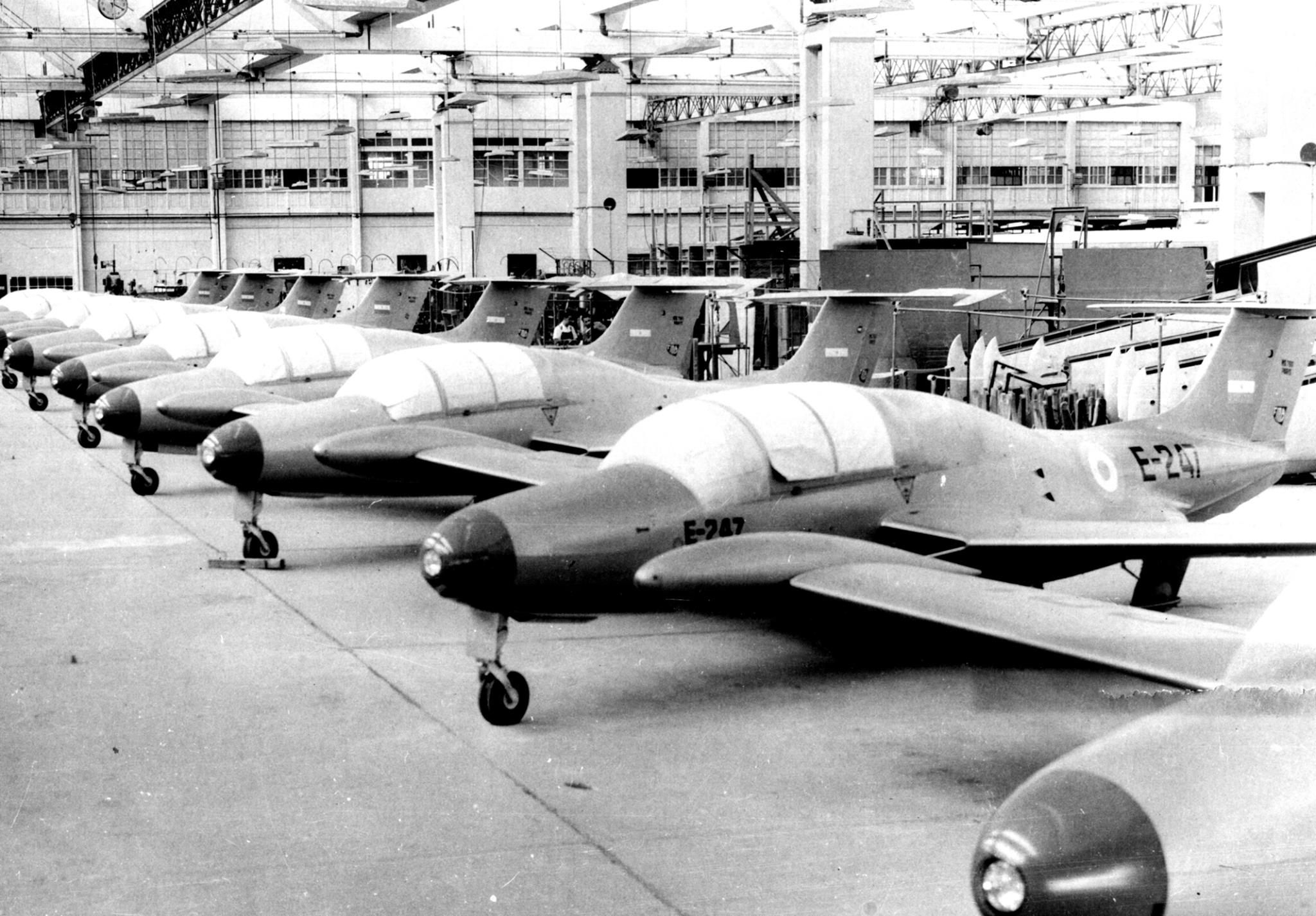
منظر لخط الإنتاج في ستينيات القرن العشرين: موران سولنييه 760

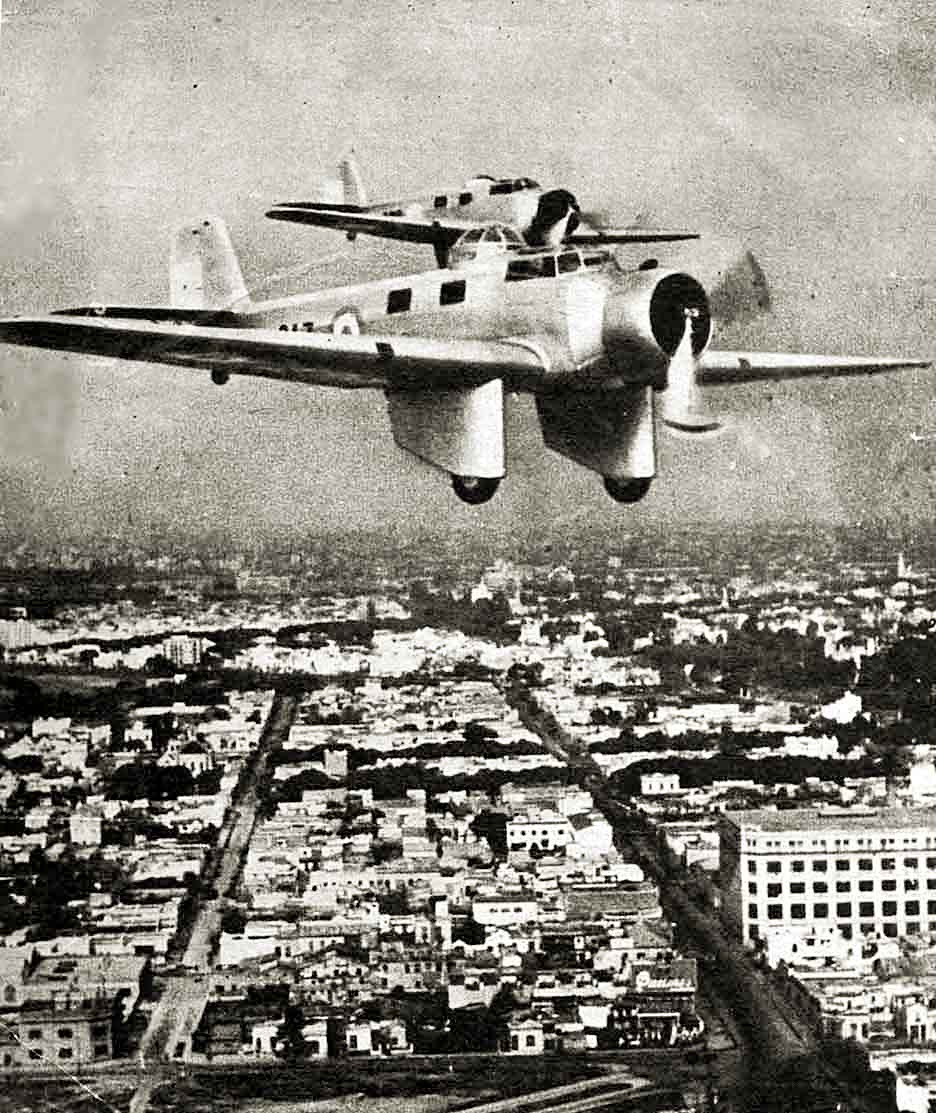
قاذفات القنابل AeMB.2 أثناء الطيران

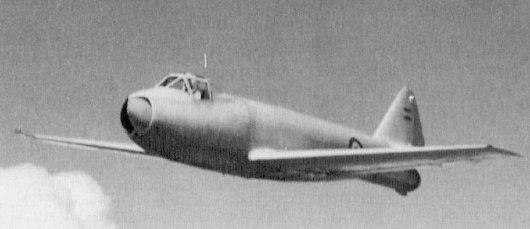
نموذج أولي لطائرة بولكي 1 أثناء الطيران (حوالي عام 1951)

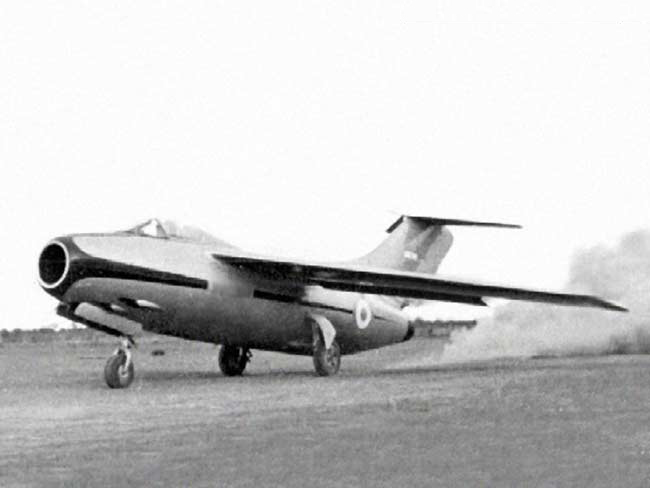
I.Ae. 33 بولكي الثاني

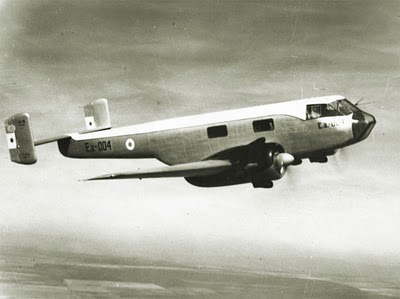
DINFIA IA 35 Huanquero، طائرة خدمات عامة صُممت في أوائل الخمسينيات من القرن العشرين

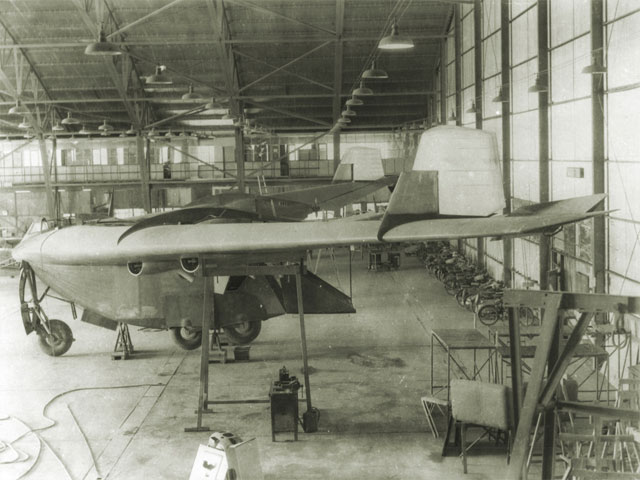
النموذج الأولي IA 38 نارانجيروا قيد الإنشاء، أوائل الستينيات

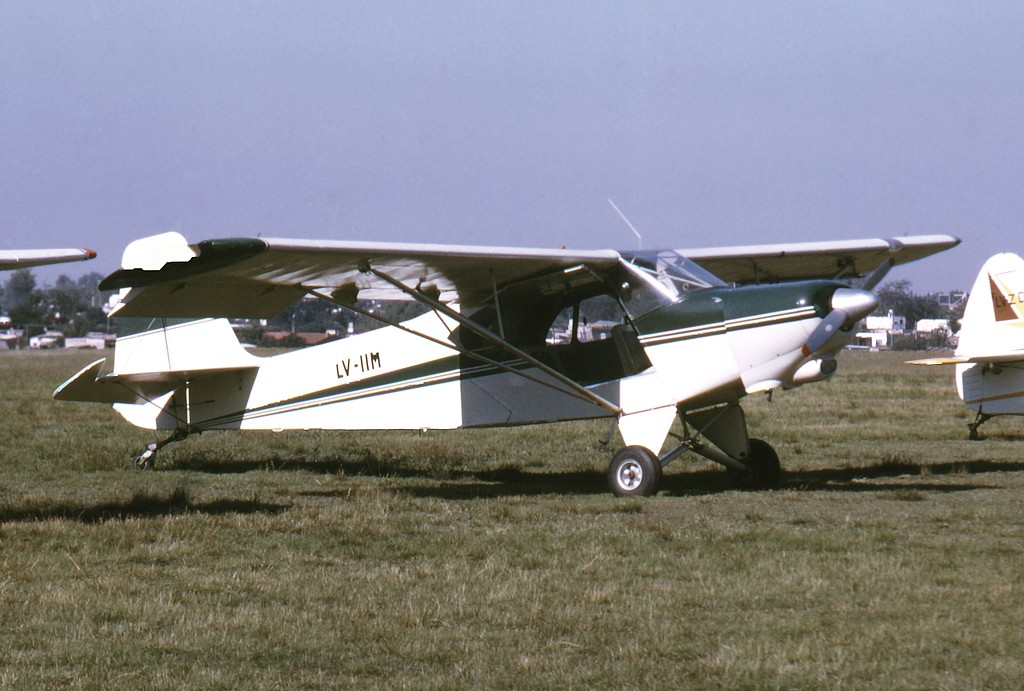
أي أيه 46 في مطار سان خوستو (بوينس آيرس)، أبريل 1975

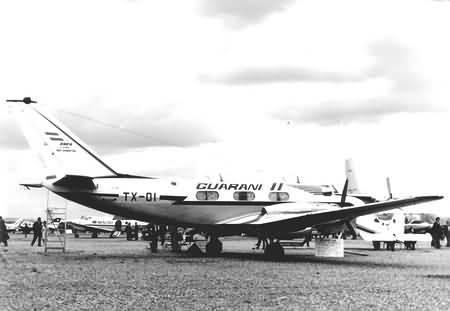
IA 50 غواراني الثاني

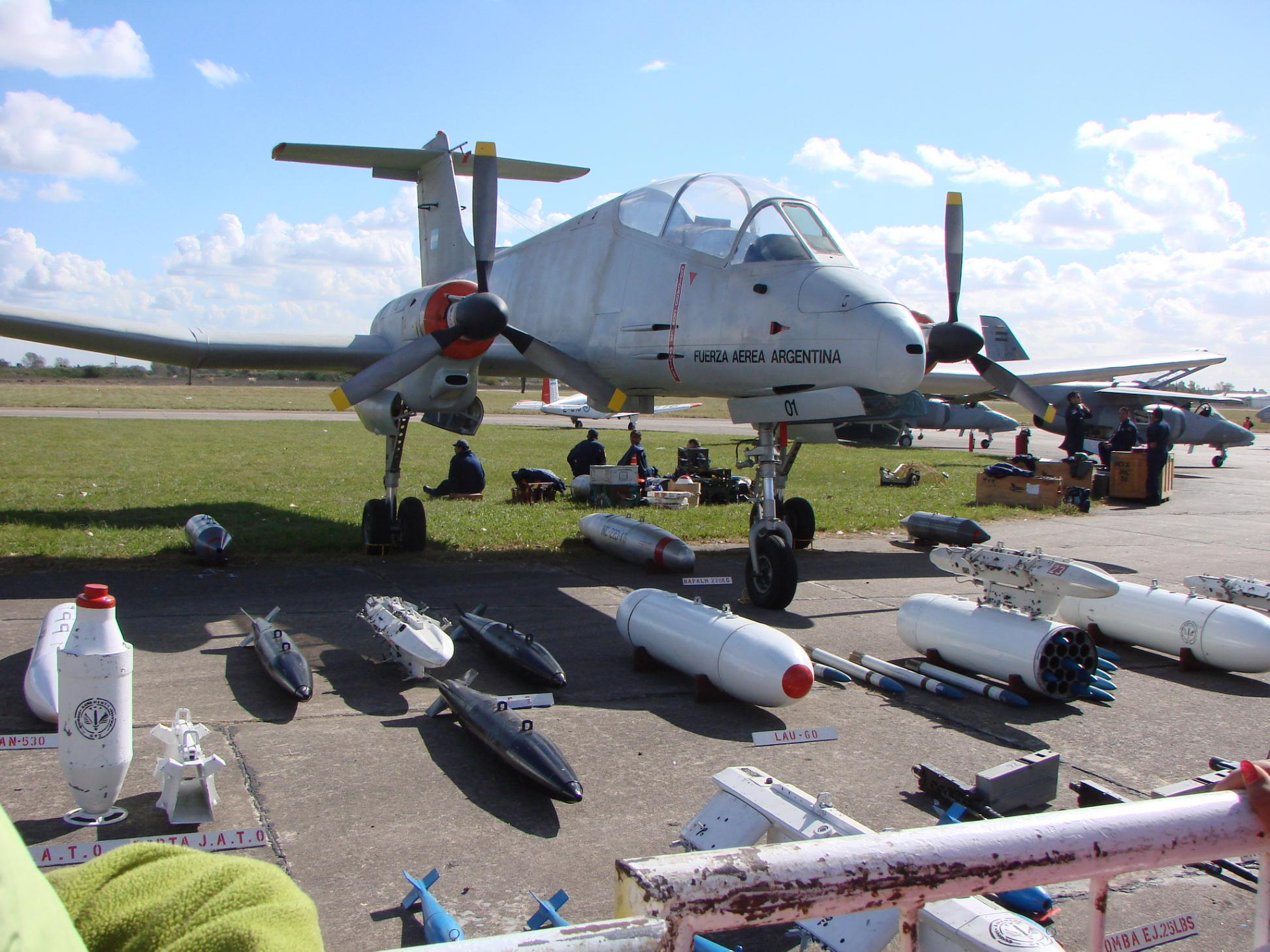
بوكارا 58

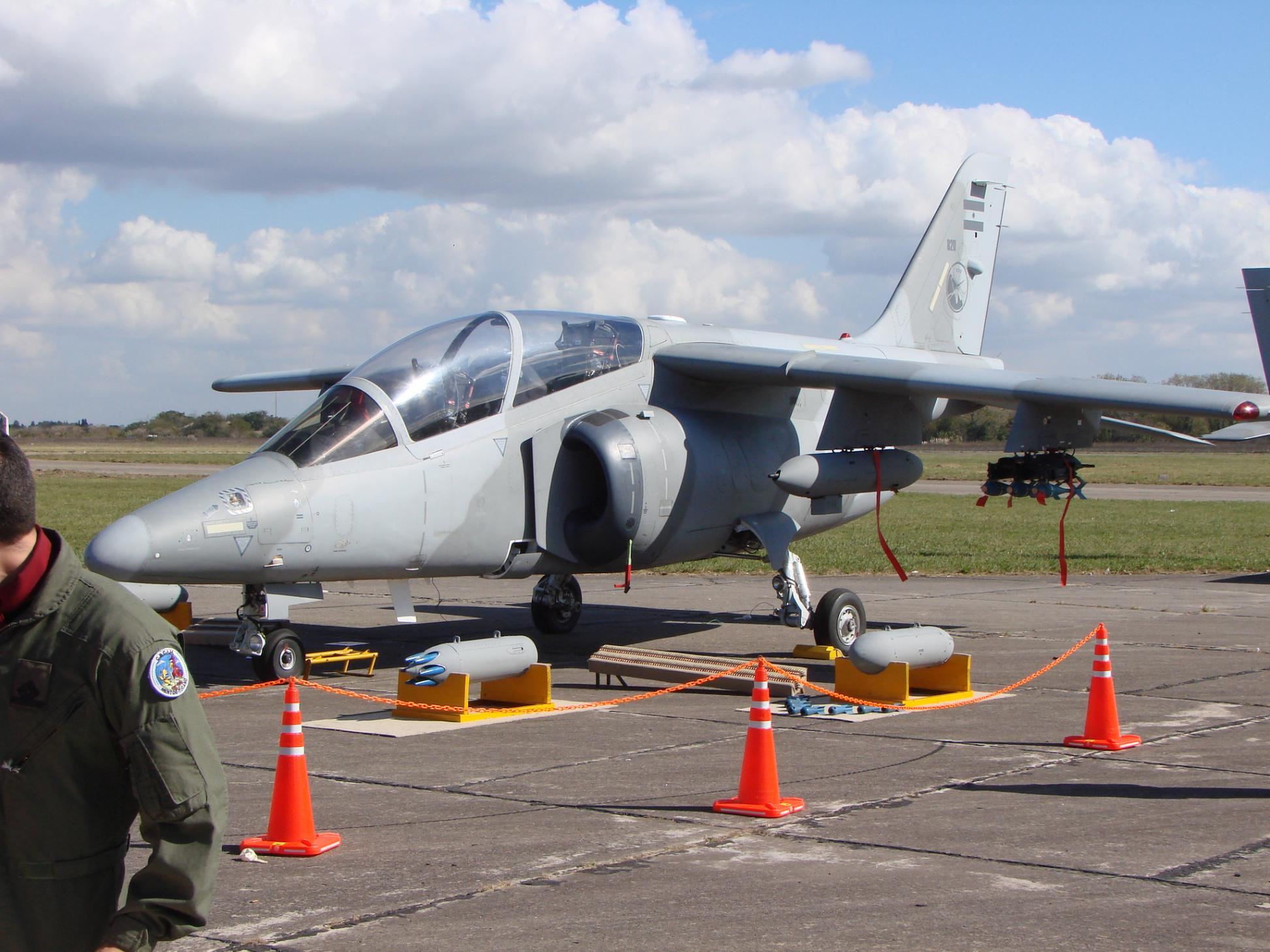
IA 63 بامبا الثاني

## معرض الصور

### التصاميم المحلية

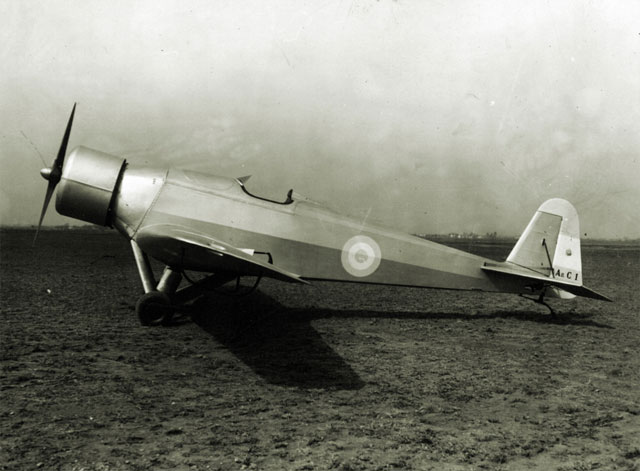
النموذج الأولي لأية إي سي.1 (1931)
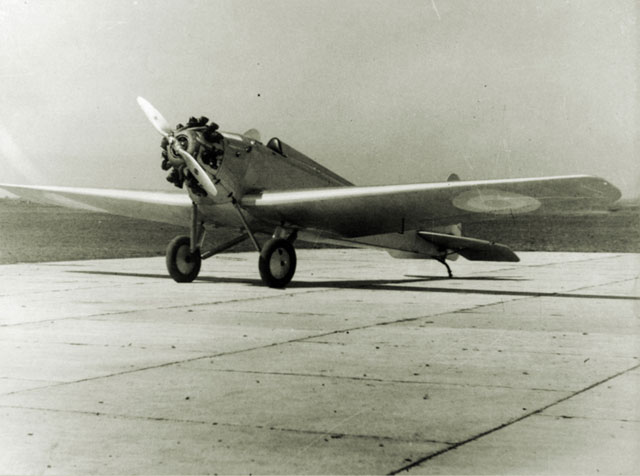
أية إي سي.2 (1932)
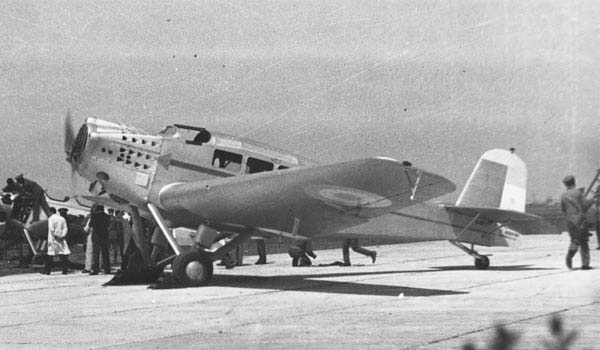
آيت.1 (1933)
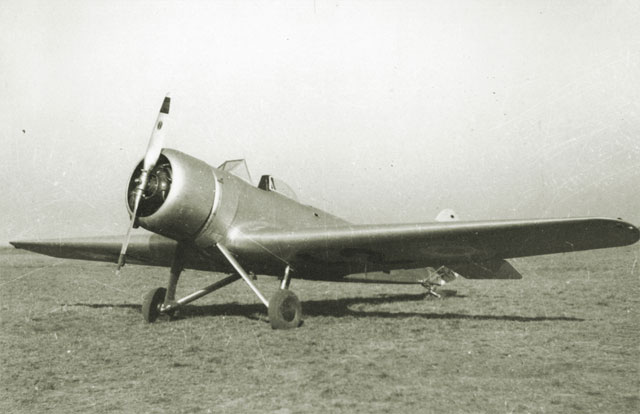
ايمو.1
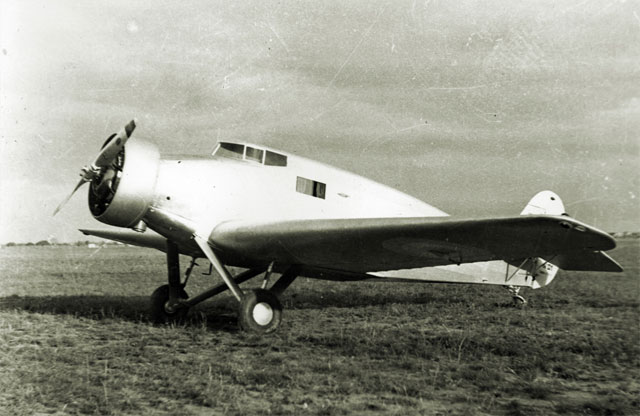
ايمز.1 النموذج الأولي
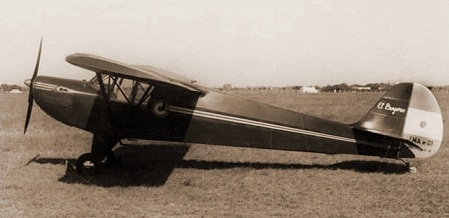
فما 20 إل بويرو (1940)
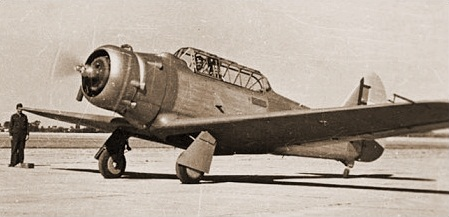
النموذج الأولي 21 مدرب (1943)
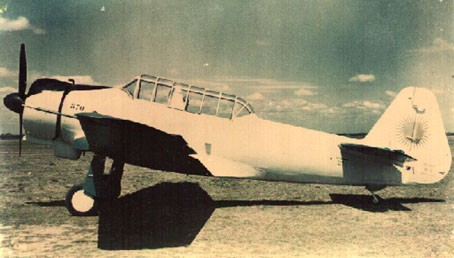
أي.أيه إي. 22 دل مدرب متقدم (1944)
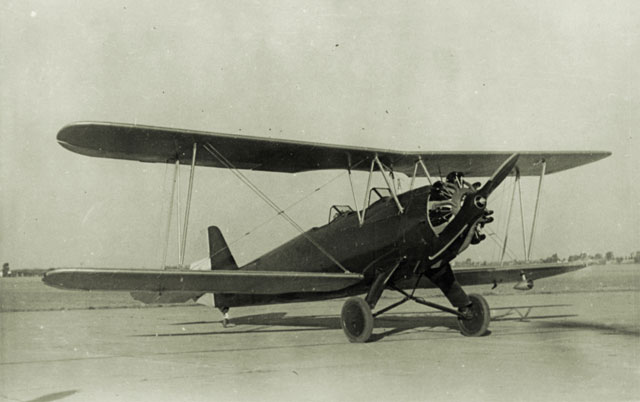
أي.أيه إي. 23 المدرب النموذج ، استنادا إلى مهاجم-44 ي ستيغليتز (1944)
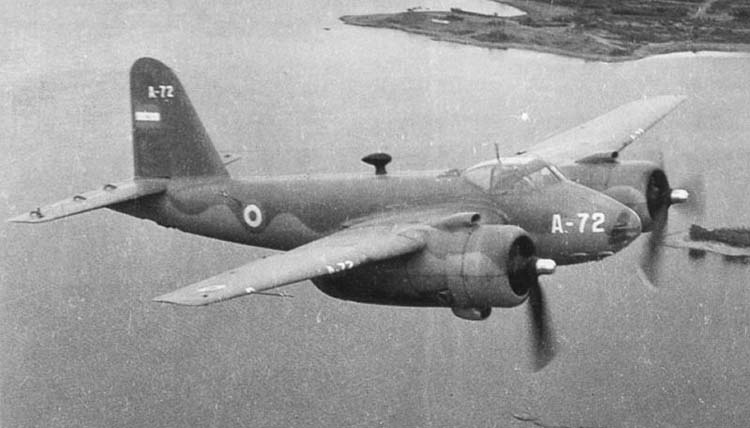
أي.أيه إي. 24 كالكوين طائرة هجومية ، ج. 1950
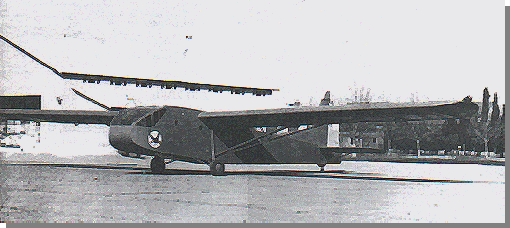
النموذج الأولي أي.أيه إي. 25 ماسك طائرة شراعية (1945)
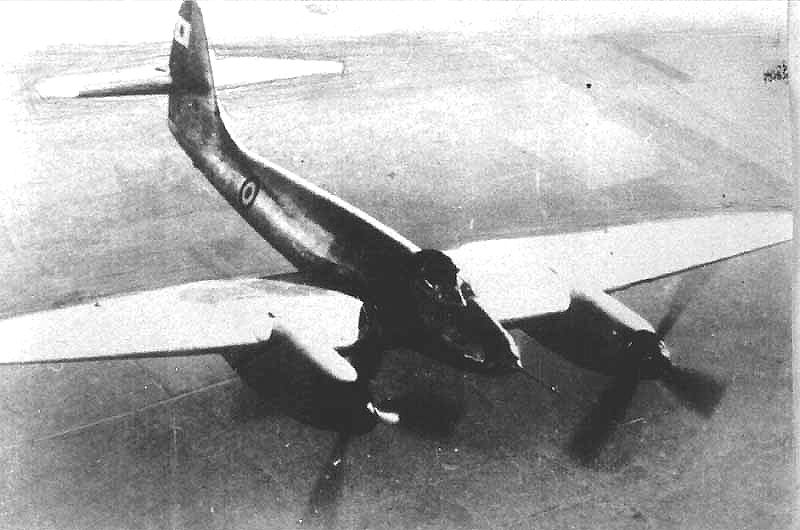
أي.أيه إي. 30نانكو (1948)
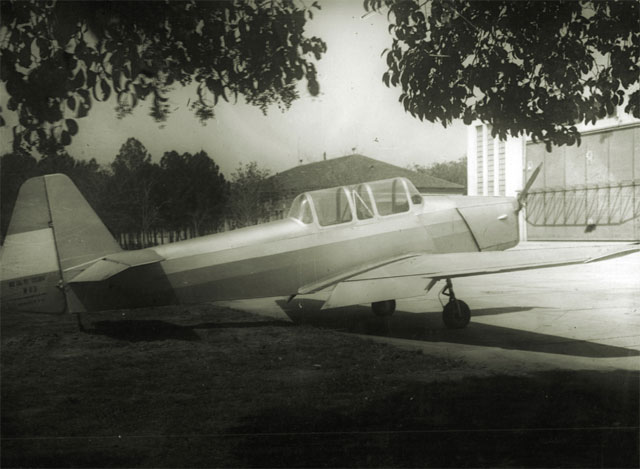
أنا.31 (كوليبر )í (1947)
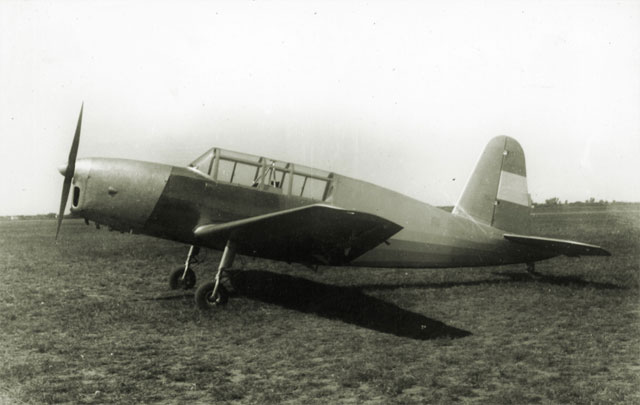
أولا-شينجولو-32 تشينغولو (1949)
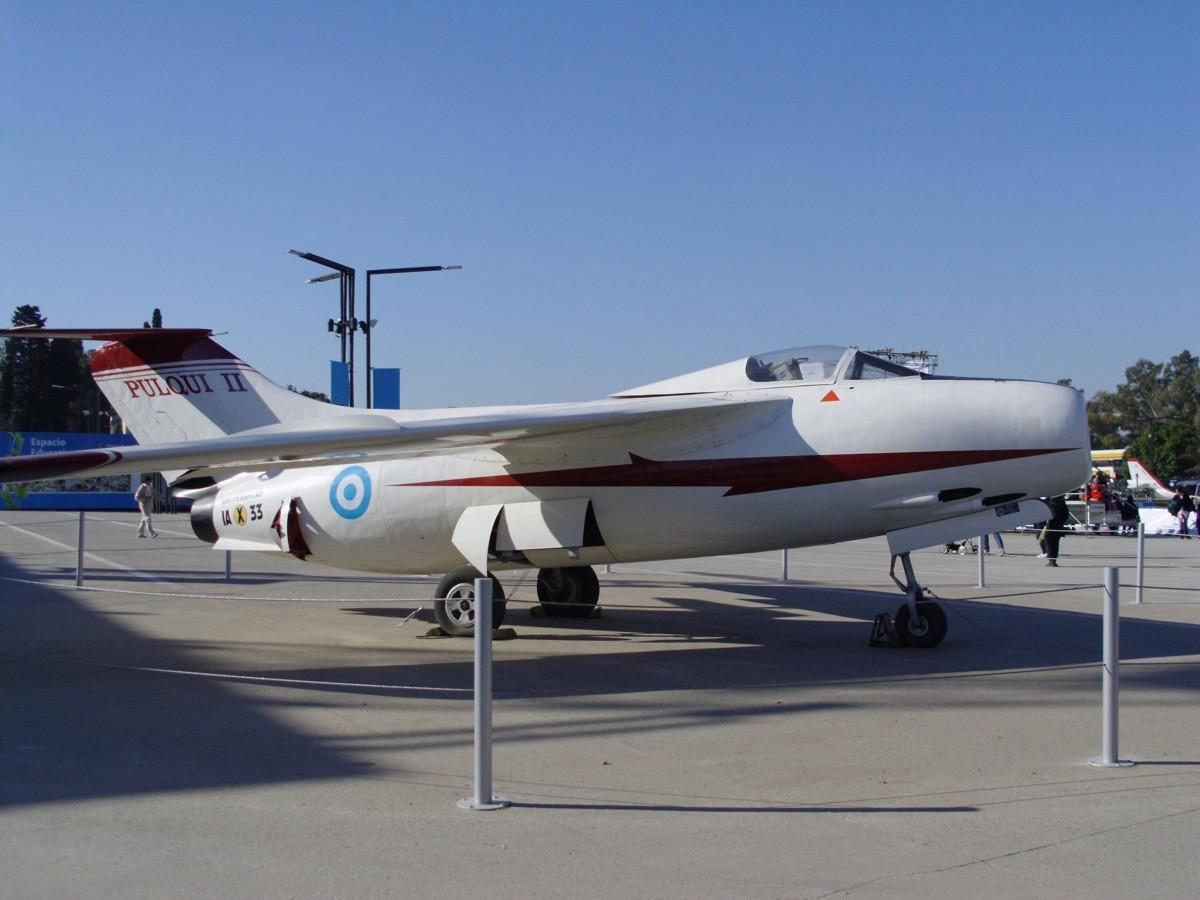
أي.أيه إي.-33 بولكي النموذج الأولي الثاني 5 (1959) ، محفوظ ، عرض تكن أوشبوليس ، 2012
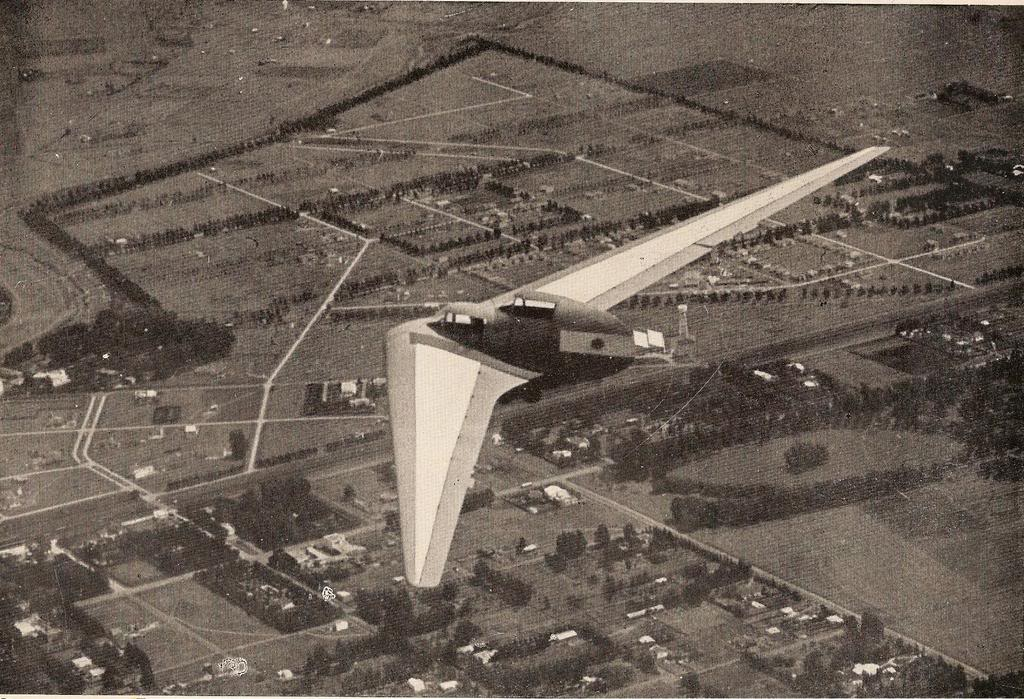
I.Ae. 34 كلين انتو, طائرة شراعية عديمة الذيل صممها ريمار هورتن، أواخر عام 1940
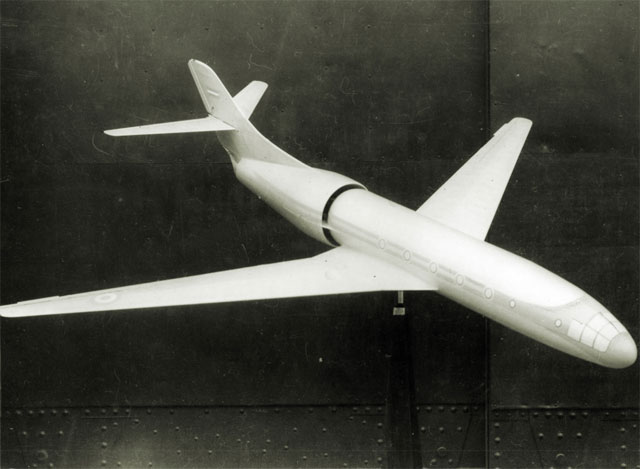
النموذج الأول 36 سي أوشندور, طائرة من تصميم كورت تانك، أوائل 1950
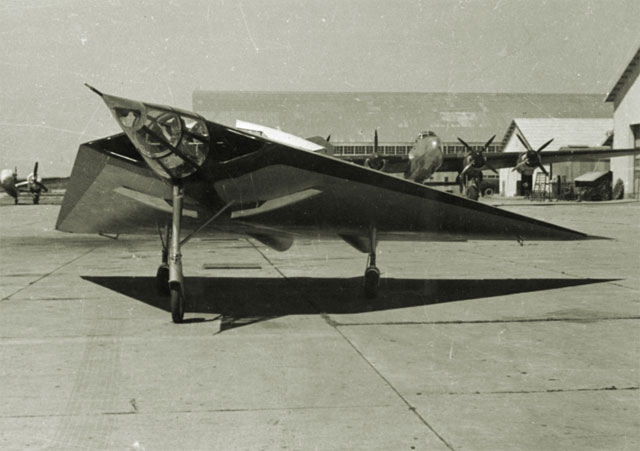
فما أي.أيه إي. 37 نموذج مقاتلة (1953)
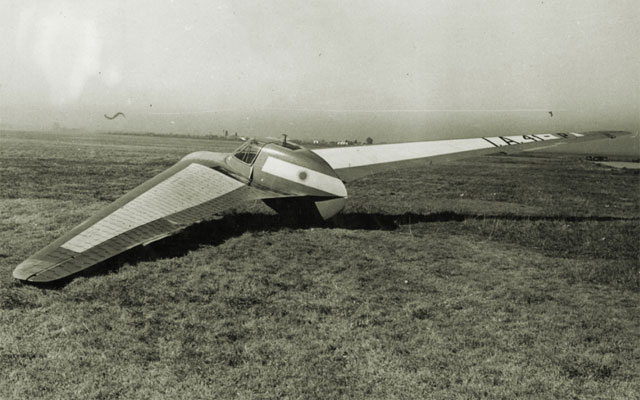
أنا.41 أوروبو طائرة شراعية الجناح الطائر (1953)
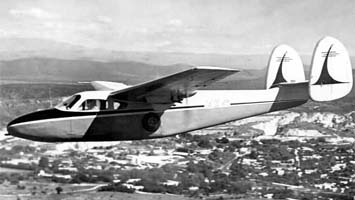
آي إيه 45 كويراندي نموذج النقل الخفيف (1957)
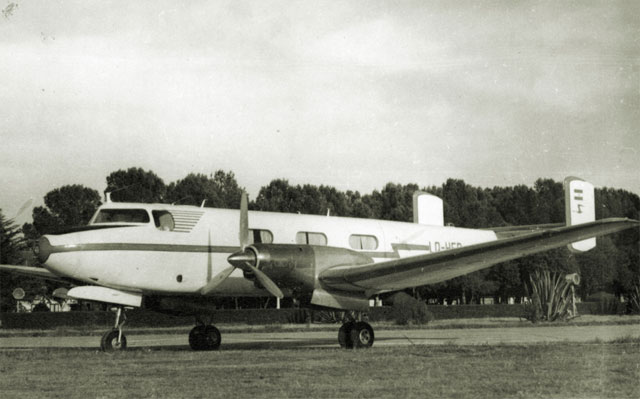
آي إيه 50 الغواراني أنا (1962)
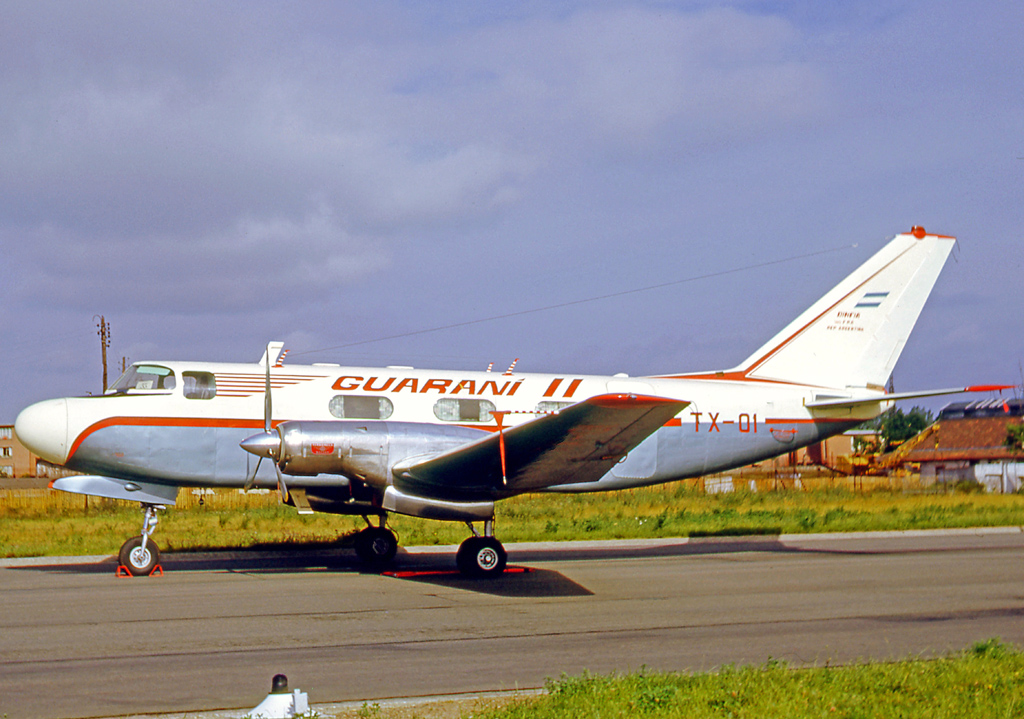
النموذج الأولي غواراني الثاني ، 1965 صالون باريس الجوي
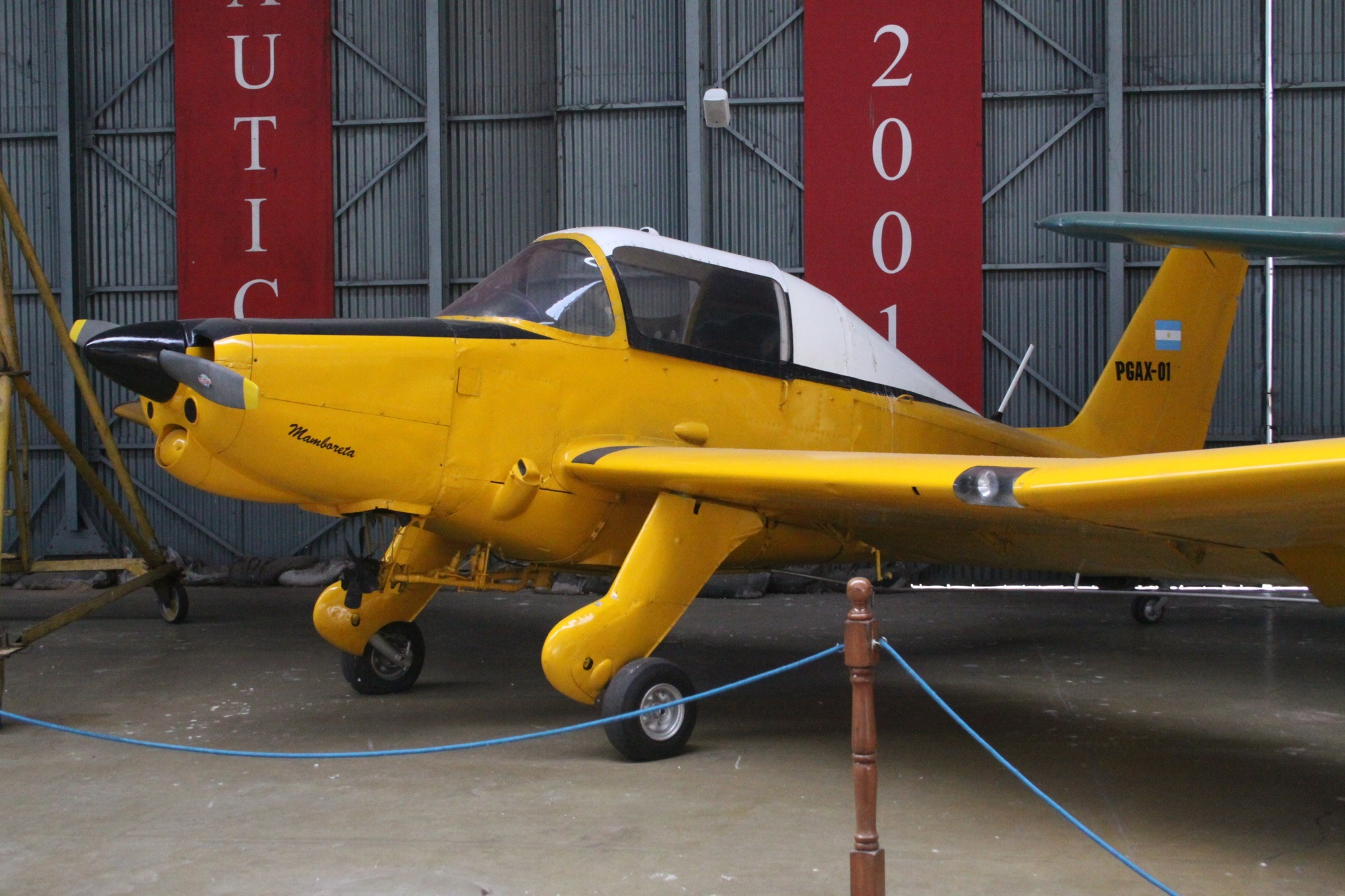
آي إيه 53 مامبوريتا نموذج أولي للطائرات الزراعية (منتصف 1960)
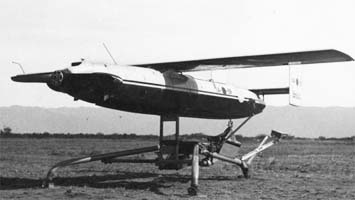
يا-59 ، النموذج مركبة جوية بدون طيار، أوائل 1970
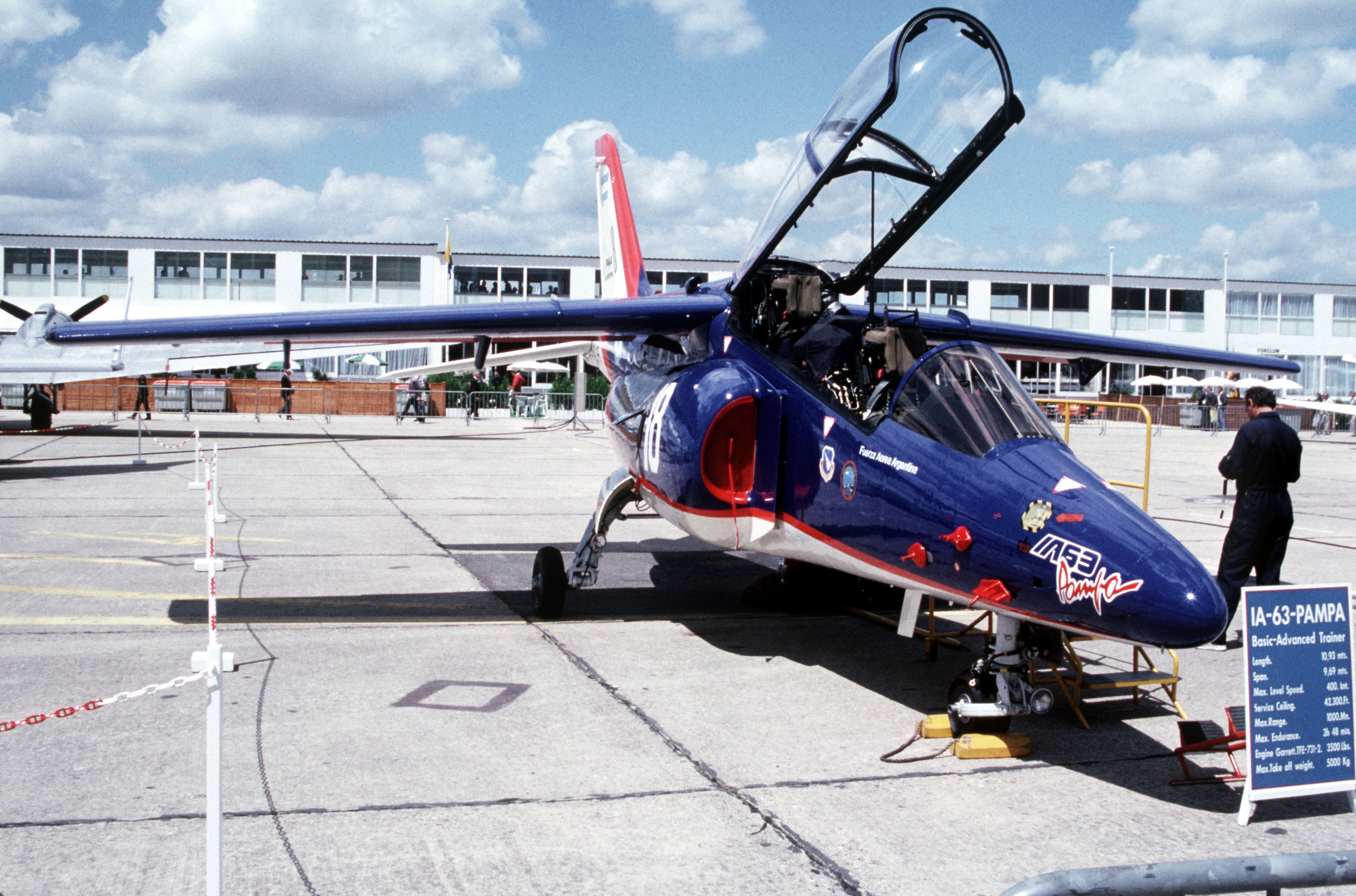
63 بامبا، معرض باريس الجوي ، 1991
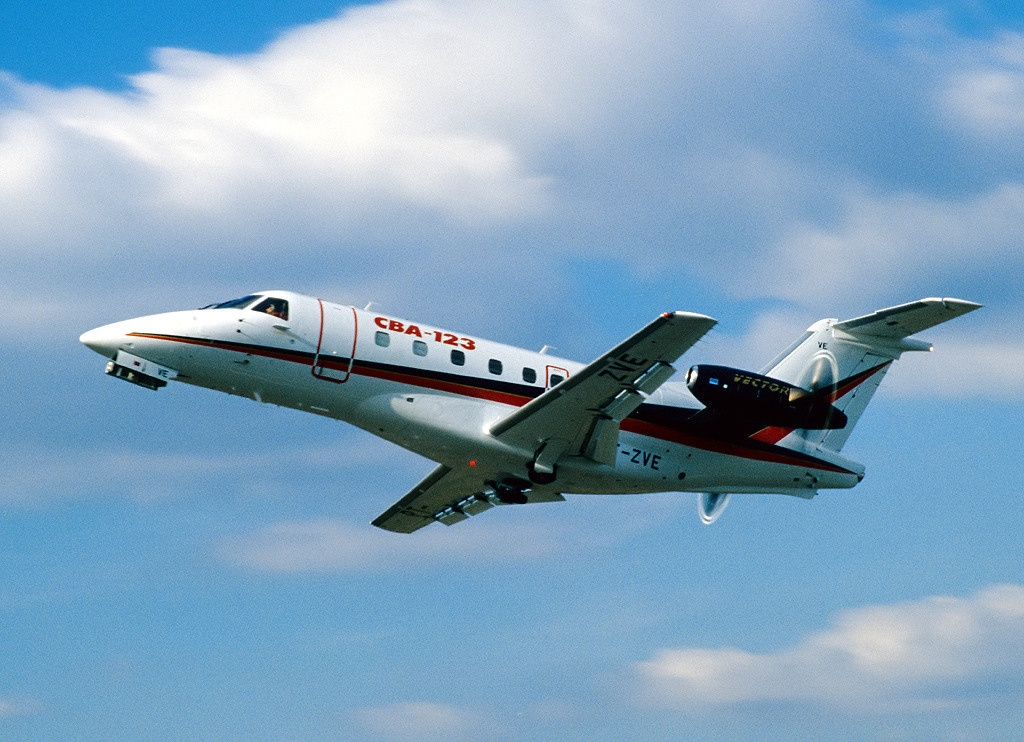
سي بي إيه 123 / آي إيه 70 النموذج الأولي ، فارنبورو 1990
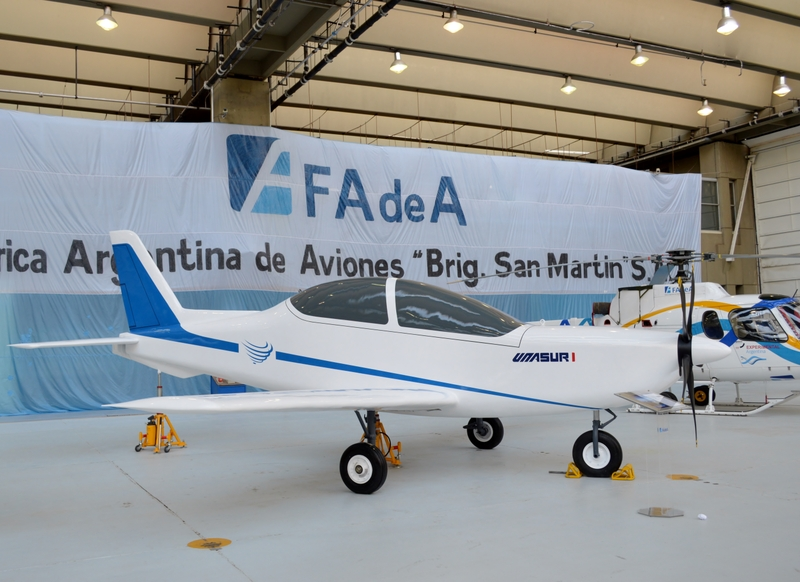
فاديا آي إيه 73 أوناسور أنا نموذج
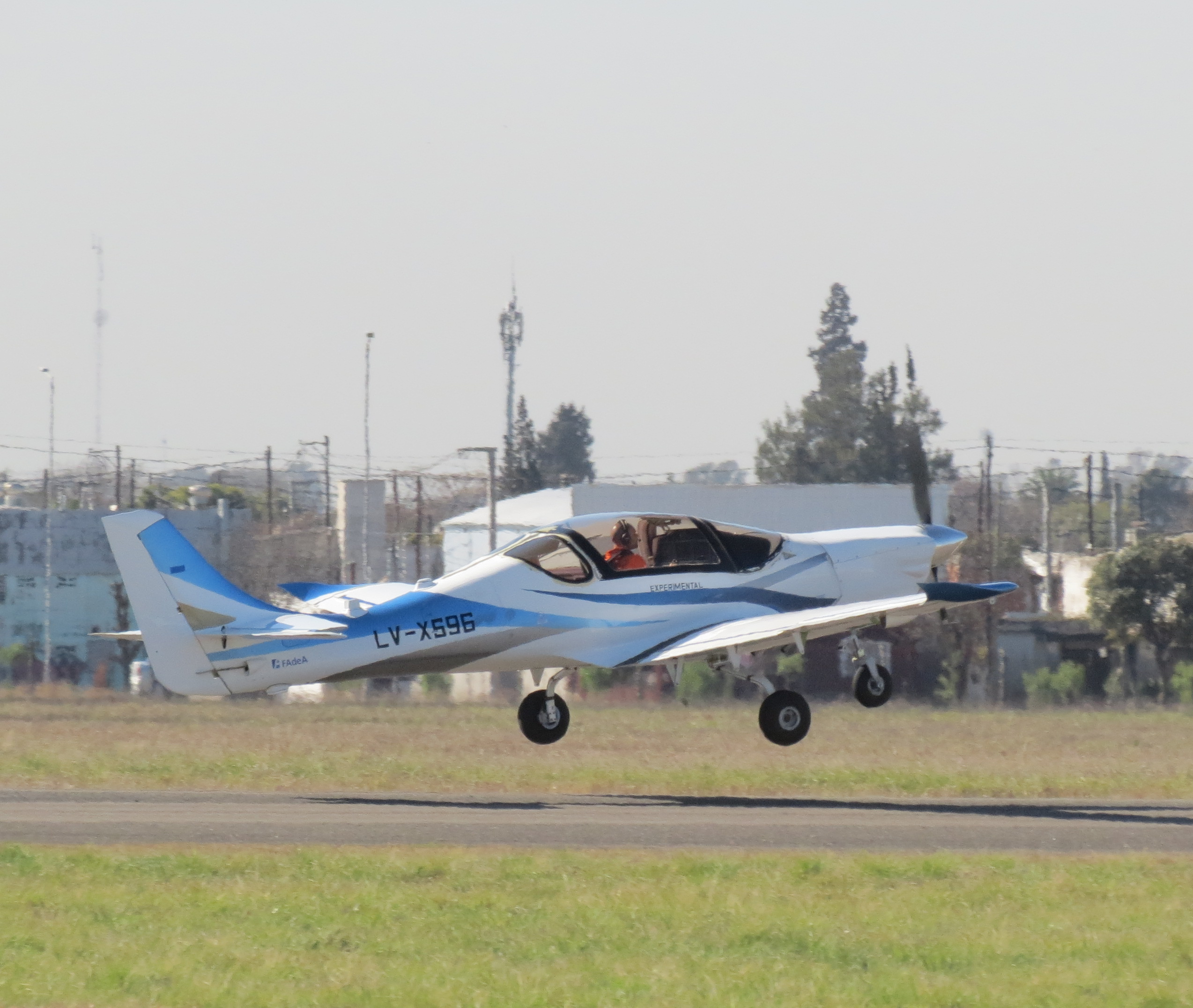
فاديا آي إيه 100 ، أغسطس 2016

### منتجات تم تصنيعها بموجب ترخيص

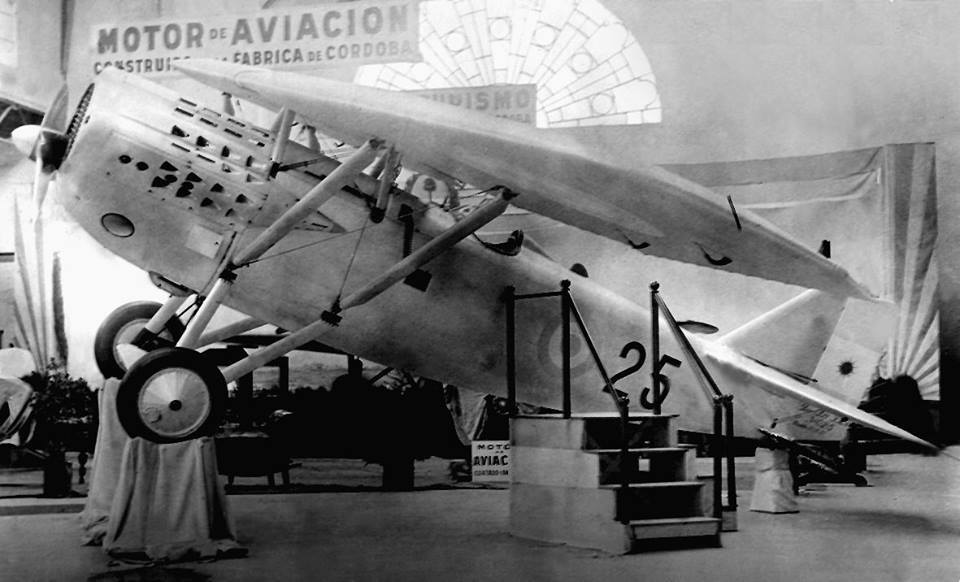
ديوتين د. 21
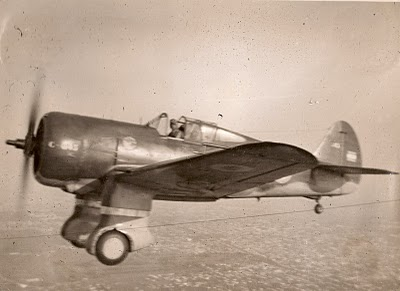
كيرتس هوك 75
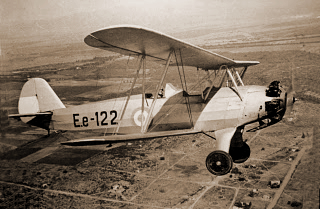
مهاجم-44 جي ستيغليتز
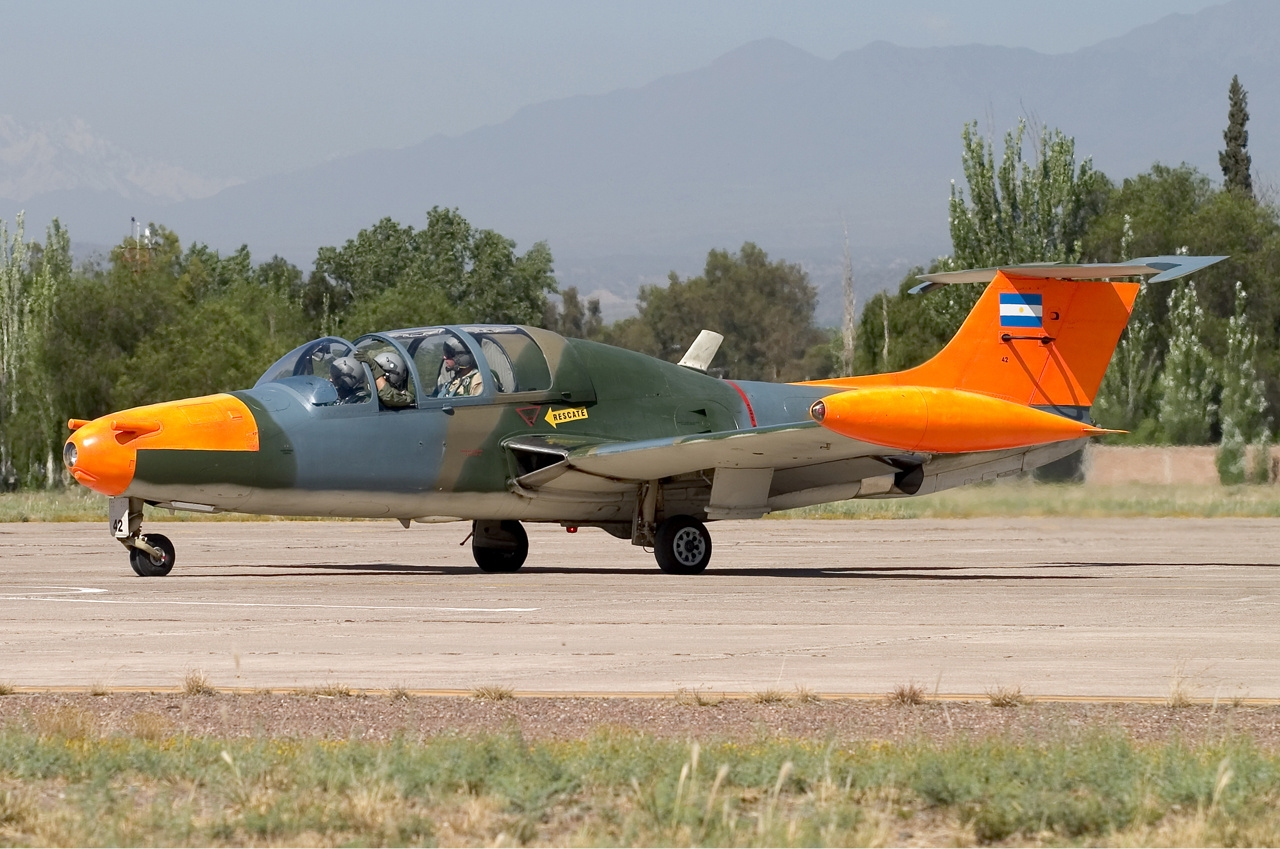
موران سولنييه إم إس-760 باريس ، ميندوزا ، 2005

### المحركات

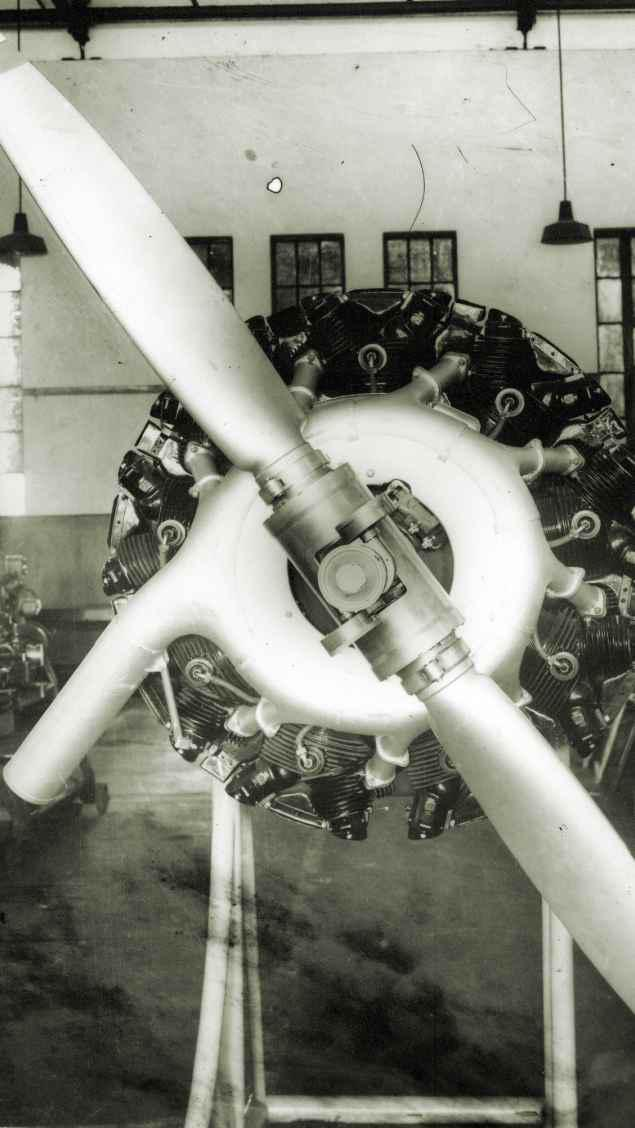
أي.أيه إي. آر-16 إل غاوتشو
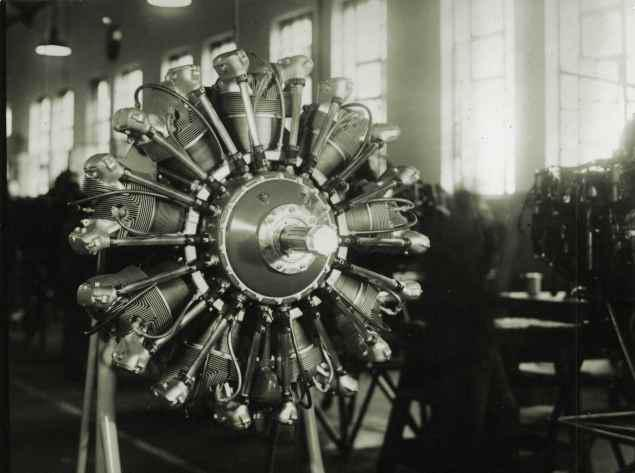
أي.أيه إي. آر-19 إل إنديو

## أنظر أيضاً
شركات تصنيع طائرات أخرى في الأرجنتين

- ايرو بويرو
- تشينكول
- طائرات الهليكوبتر Cicaré

### فهرس
- Bellomo, Sergio; Cordon Aguirre, Arturo; Marino, Atilio; Núñez Padin, Jorge (1999). Núñez Padin, Jorge Felix (ed.). Curtiss Hawk. Serie Fuerza Aérea Argentina (بالإسبانية). Bahía Blanca, Argentina: Fuerzas Aeronavales. Vol. 5.
- Arreguez, Angel Cesar (2008). Mansur, Sergio Luis (ed.). Fabrica Militar de Aviones: Cronicas y Testimonios (بالإسبانية) (Second ed.). Cordoba, Argentina: Ministerio de Ciencia y Tecnologia de la Provincia de Cordoba. ISBN:978-987-24620-0-0.

## قراءة إضافية
- (بالإسبانية) FÁBRICA MILITAR DE AVIONES: CRÓNICAS Y TESTIMONIOS, retrieved 2010-01-18 (PDF file available for download). Published in 2007 by Ministerio de Ciencia y Tecnología de la Provincia de Córdoba, Argentina (Córdoba's Province Science and Technology Ministry)
- (بالإسبانية) La Argentina fabricante de Aviones (retrieved 2016-04-23)

## روابط خارجية
- الموقع الرسمي
- "Argentina's FAdeA Mulls Major Changes" - Jane's IHS
- FMA history
- Aeromilitaria.com.ar (بالإسبانية)
- "Former Lockheed Martin Argentina plant relaunched as FAdeA" FlightGlobal

قالب:Argentine governmentقالب:FMA aircraft